# Agência Executiva do Conselho Europeu de Investigação
A Agência Executiva do Conselho Europeu de Investigação ou, simplesmente, Conselho Europeu de Investigação (sigla: CEI), é um organismo da União Europeia que faz parte do 7º programa-quadro de investigação da UE (7º PQ). Foi criado pela Comissão Europeia para apoiar projectos de "investigação de ponta" apresentados por iniciativa dos investigadores e foi instituído em Fevereiro de 2007, com base no programa específico "Ideias", que conta com um orçamento total de 7,5 mil milhões de euros (2007-2013).

## Objectivos e constituição
Tem como objectivo principal estimular a excelência científica na Europa, através do apoio e incentivo aos cientistas, investigadores e engenheiros mais genuinamente criativos, que são convidados a apresentar propostas em todos os domínios da investigação.
O CEI é constituído por um conselho científico independente e por uma agência executiva que age em nome da Comissão Europeia. O conselho científico do CEI define a estratégia científica e os métodos de trabalho e a agência executiva do CEI aplica essa estratégia e métodos na gestão das actividades de financiamento do CEI no contexto jurídico do 7º PQ.
A agência executiva do CEI foi formalmente instituída em Dezembro de 2007 e prevê-se que esteja operacional no final de 2008. Até lá, um serviço da Comissão Europeia foi incumbido de criar a estrutura operacional e gerir as actividades do CEI. O CEI funcionará de forma transparente, com plena autonomia e integridade, garantidas pela Comissão Europeia, perante a qual presta contas. A Comissão Europeia assume a responsabilidade final pela execução do 7º PQ e do respectivo orçamento.

## Funções
A agência executiva do CEI terá as seguintes tarefas:
- Executar o programa de trabalho anual, tal como definido pelo conselho científico do CEI e adoptado pela Comissão;
- Gerir os convites à apresentação de propostas, em conformidade com o programa de trabalho;
- Prestar informações e apoio aos candidatos;
- Organizar processos de avaliação e análise pelos pares;
- Estabelecer e gerir os acordos de subvenção, em conformidade com o regulamento financeiro da UE;
- Prestar assistência ao conselho científico do CEI.